# (34062) 2000 OD48
2000 OD48 (asteroide 34062) é um asteroide da cintura principal. Possui uma excentricidade de 0.23960770 e uma inclinação de 6.36599º.
Este asteroide foi descoberto no dia 31 de julho de 2000 por LINEAR em Socorro.